# Clã Broun
O Clã Broun também conhecido como Clã Brown é um clã escocês da região das Terras Baixas do distrito de East Lothian, Escócia.
O atual chefe é Sir Wayne Broun de Coulston, 14º Barão de Colstoun.

## História
A origem do nome é celta, possivelmente derivado de 'brehon', um nome de um juiz na sociedade celta.